# Гіяс ад-дін Барбак-шах
Гіяс ад-дін Барбак-шах (перс. غياث الدين باربک شاه, бенг. গিয়াসউদ্দীন বারবক শাহ; д/н —1487) — султан Бенгалії у 1487 році. Відомий також як Барбак-шах II. Засновник такзваної Династії Хабші.

## Життєпис
Походив з впливового роду сановників з хабші (абіссинських рабів). Син військовика Алу Барбака. Замолоду звався Шахзада. Розпочав службу в палаці разом з батьком, увійшов до складу пайків (палацової гвардії). Низка дослідників називає його євнухом, але це сумнівно, скоріше це за звичною ототожнювати палацових рабів з євнухами. Напевне 1481 року був одним з тих, хто допоміг Фатіх-шаху захопити владу. Натомість Шахзада отримав посаду очільника палацової гвардії.
Втім невдовзі очолив групу хабші, що протистояла султану. Зрештою Фатіх-шаха було повалено й страчено 1487 року. Владу захопив Шахзада, що прийняв ім'я Гіяс ад-дін Барбак-шах. Встиг накарбувати власні монети, але того ж року його було повалено очільником війська Маліком Анділом.